# Carélia do Norte
Carélia no Norte (finlandês: Pohjois-Karjalan, sueco: Norra Karelens) é uma região da Finlândia localizada na província de Finlândia Oriental, sua capital é a cidade de Joensuu.
A Carélia do Norte é renomada entre as autoridades de saúde pública.

## Municípios
A região de Carélia do Norte está dividida em 16 municípios:
| Die Gemeinden von Nordkarelien            |               |                     |             |
| Nº                                        | Município     | População 31/8/2006 | Área        |
| 2.                                        | Ilomantsi     | 6.336               | 3.172 km²   |
| 3.                                        | Joensuu (*)   | 57.650              | 1.312,1 km² |
| 4.                                        | Juuka         | 5.965               | 1.846,3 km² |
| 6.                                        | Kitee (*)     | 9.680               | 1.141,4 km² |
| 7.                                        | Kontiolahti   | 12.949              | 1.029,8 km² |
| 8.                                        | Lieksa (*)    | 13.596              | 4.067,7 km² |
| 9.                                        | Liperi        | 11.875              | 1161 km²    |
| 10.                                       | Nurmes (*)    | 9.007               | 1.855,1 km² |
| 11.                                       | Outokumpu (*) | 7.816               | 584,4 km²   |
| 12.                                       | Polvijärvi    | 4.967               | 958,0 km²   |
| 14.                                       | Rääkkylä      | 2.810               | 699,8 km²   |
| 15.                                       | Tohmajärvi    | 5.387               | 895 km²     |
| 16.                                       | Valtimo       | 2.616               | 838,3 km²   |
| Nota: (*) Municípios com status de cidade |               |                     |             |